# Trimma fucatum
Trimma fucatum és una espècie de peix de la família dels gòbids i de l'ordre dels perciformes.

## Morfologia
- Els mascles poden assolir 2 cm de longitud total.[3]

## Hàbitat
És un peix marí de clima tropical i associat als esculls de corall fins als 23 m de fondària.

## Distribució geogràfica
Es troba al Mar d'Andaman: província de Phuket (Tailàndia).